# Per Sörensson (präst)
Per Sörensson (i riksdagen kallad Sörensson i Frillestad), född 7 maj 1841 i Reslövs församling, Malmöhus län, död 29 mars 1913 i Frillestads församling, var en svensk präst och politiker. Han var far till Per Sörensson.
Sörensson blev student vid Lunds universitet 1862 och avlade filosofie kandidatexamen 1868. Han promoverades till filosofie doktor samma år samt avlade teologie kandidatexamen 1874. Under åren 1868–1875 var Sörensson amanuens vid Lunds universitetsbibliotek och 1874 ordförande i Lunds studentkår. Han lät prästviga sig 1874 och blev samma år kyrkoherde i Frillestads och Ekeby församlingar i Lunds stift. Sörensson blev kontraktsprost 1890 och promoverades till teologie doktor 1897. Han var ledamot av riksdagens första kammare 1895–1911, invald i Malmöhus läns valkrets.